# Тырговиштская область
Тырго́виштская о́бласть (болг. Област Търговище) — область на севере Болгарии.
Административный центр — город Тырговиште. Население области — 120 818 жителя (2011). Площадь территории, занимаемой областью, 2710,4 км² (1,8 % от территории Болгарии).

## География
На северо-западе граничит со Русенской областью, на северо-востоке с Разградской областью, на востоке с Шуменской областью, на юге со Сливенской областью и на западе — с Великотырновской областью.

## Административное деление

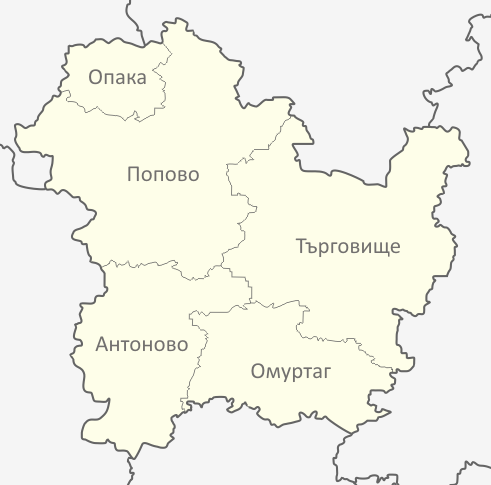
Общины Тырговиштской области

Административно область делится на пять общин:
- Община Антоново
- Община Омуртаг
- Община Опака
- Община Попово
- Община Тырговиште

## Население
| Этнические группы (2011) | Этнические группы (2011) | Этнические группы (2011) | Этнические группы (2011) | Этнические группы (2011) |
| Этническая группа        |                          |                          | Процент                  |                          |
| ------------------------ | ------------------------ | ------------------------ | ------------------------ | ------------------------ |
| Болгары                  |                          |                          | 54.6 %                   |                          |
| Турки                    |                          |                          | 35.8 %                   |                          |
| Цыгане                   |                          |                          | 7.3 %                    |                          |
| Другие                   |                          |                          | 2.3 %                    |                          |

В области кроме Тырговиште, есть ещё 4 города — Антоново, Омуртаг, Опака и Попово. Всего на территории Тырговиштской области расположены 196 населённых пунктов (см. населённые пункты Тырговиштской области).